# Eulaema
Eulaema (лат.) — род пчёл, из трибы Euglossini семейства Apidae.

## Распространение
Неотропика: от Мексики до Аргентины. Некоторые виды обнаружены в США. Вид Eulaema polychroma Mocsáry, 1899 здесь найден дважды : около Brownsville, Техас (23.3.1908) и около Silverbell, Аризона (4.4.1994; 32°22′ с. ш. 111°26′ з. д.; Minckley & Reyes 1996).

## Палеонтология
В ископаемом состоянии род известен из миоценового мексиканского янтаря.

## Описание
Напоминают шмелей: опушенные, чёрные или коричневые с рыжеватыми волосками.

## Классификация
Известно около 20 видов:
- Eulaema basicincta Moure, 2000
- Eulaema bennetti Moure, 1967
- Eulaema boliviensis (Friese, 1898)
- Eulaema bombiformis (Packard, 1869)
- Eulaema bomboides (Friese, 1923)
- Eulaema chocoana Ospina-Torres & Sandino-Franco, 1997
- Eulaema cingulata (Fabricius, 1804)
- Eulaema flavescens (Friese, 1899)
- Eulaema leucopyga (Friese, 1898)
- Eulaema luteola Moure, 1967
- Eulaema meriana (Olivier, 1789)
- Eulaema mocsaryi (Friese, 1899)
- Eulaema napensis Oliveira, 2006
- Eulaema nigrifacies (Friese, 1897)
- Eulaema nigrita Lepeletier, 1841
- Eulaema parapolyzona Oliveira, 2006
- Eulaema peruviana (Friese, 1903)
- Eulaema polychroma (Mocsáry, 1899)
- Eulaema polyzona (Mocsáry, 1897)
- Eulaema pseudocingulata Oliveira, 2006
- Eulaema seabrai Moure, 1960
- Eulaema sororia Dressler & Ospina-Torres, 1997
- Eulaema speciosa (Mocsáry, 1897)
- Eulaema tenuifasciata (Friese, 1925)
- Eulaema terminata (Smith, 1874)